# Utricul prostatic
Utriculul prostatic (Vaginul masculin) este un organ rudimentar, de formă tubulară, care se deschide în uretra prostatică, la vârful crestei uretrale, pe porțiunea numită colicul seminal. Pe părțile laterale al utriculului se deschid orificiile canalelor ejaculatoare.

## Structură
Utriculul prostatic este un canal închis, cu capătul orb, care străbate prostata. Este adesea descris ca fiind "orb", ceea ce înseamnă că este un canal care nu duce la nicio altă structură. Are o lungime de cca 1 cm și un diametru de 1–2 mm. Dimensiunile prezintă variații individuale. Pereții canalului sunt alcătuiți din țesut conjunctiv, bogat vascularizat, acoperit cu epiteliu scuamos.

## Omologie
Utricul prostatic masculin reprezintă organul omolog cu vaginului și uterul la femeie, care se dezvoltă din aceeași porțiune caudală, fuzionată, a ductelor Mülleriene paramezonefrice.

## Maladii
- Chist prostatic urticular.[9]